# Siderischer Tierkreis
In der Astrologie werden global zwei verschiedene, auf der Ekliptik gelegene Tierkreis-Systeme benutzt. Der tropische Tierkreis wie der siderische Tierkreis, werden beide mit dem Messkreis von 360°, unterteilt in die zwölf Tierkreiszeichen oder Abschnitte zu je 30°. In der westlichen Astrologie dominiert der tropische Tierkreis, dagegen zum Beispiel in der asiatischen, wie in Indien, der siderische Tierkreis. Der siderische 360°-Tierkreis orientiert sich an den Ekliptiksternbildern wie dem Widder, indem der Anfang des siderischen Tierkreises bei etwa 0° Widder stets mit dem Anfang des gleichnamigen Ekliptiksternbildes korrespondiert.
Eine Unterscheidung zwischen „siderischer Astrologie“ und „tropischer Astrologie“ wird bei einigen wenigen westlichen Astrologen und Astrologinnen getroffen. Dies teils vor dem Hintergrund einer anthroposophischen Orientierung oder auch einer manchmal stark abgrenzenden Verwendung des siderischen Tierkreises und von Fixsternen und anderem mehr in einer revisionistischen Haltung gegenüber der „tropischen Astrologie“. Eine wissenschaftliche Grundlage dafür besteht nicht, eine Verankerung in wissenschaftlichen Werken zur Astrologie- und Astronomiegeschichte oder seriösen Lexika zur Astrologie ebenso wenig.

## Verwendete Begriffe

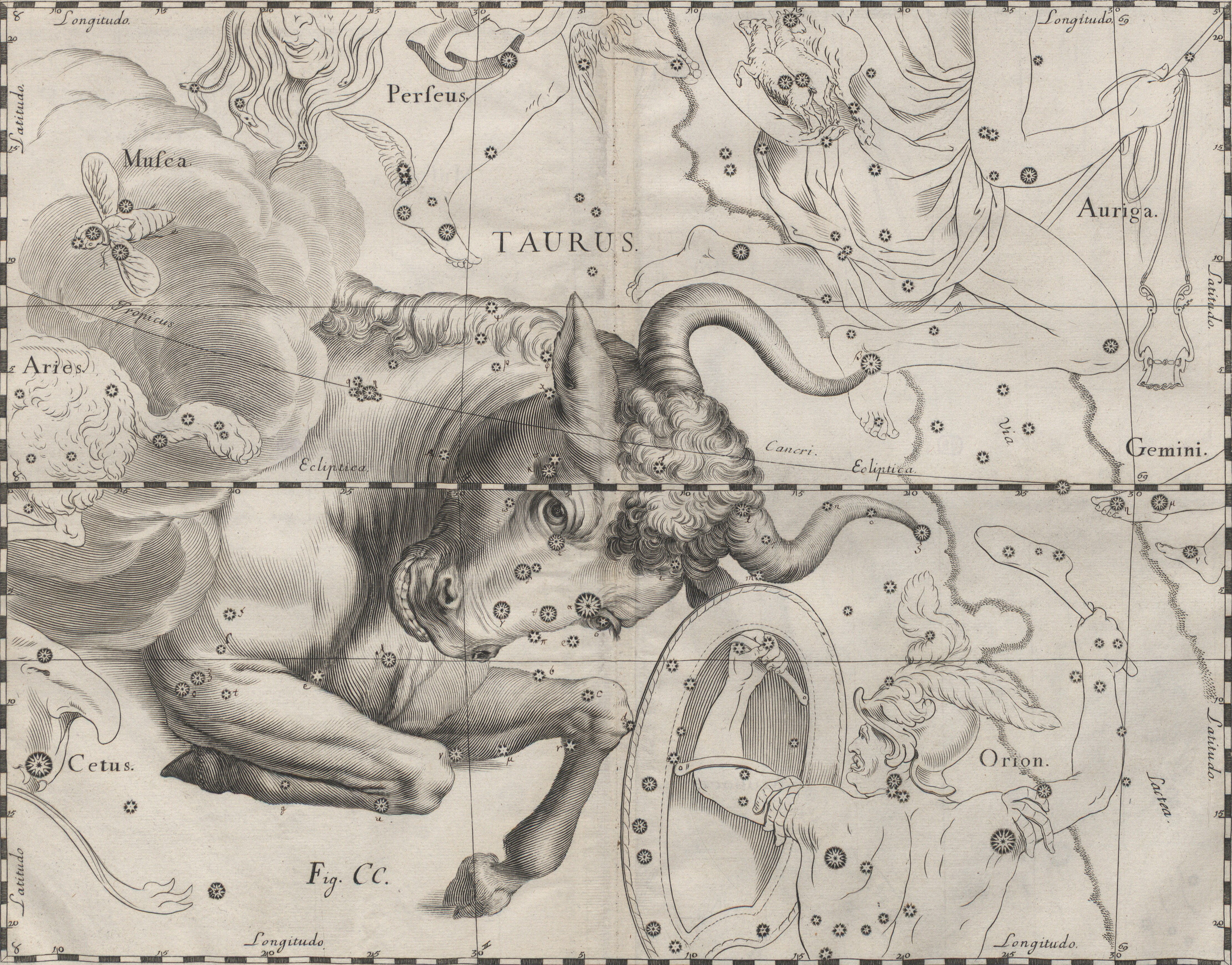
Atlas Coelestis; Sternbild Stier von Johannes Hevelius in der Uranographia, 1690 (die Ansicht ist seitenverkehrt)

In der Astrologie und Astronomie werden manche gleichen Begriffe sowohl zwischen den beiden Wissensgebieten wie auch innerhalb dieser verschieden verwendet, teils weil keine wissenschaftlich eindeutige Definition vorhanden oder möglich ist.

### Siderischer Tierkreis
Die überwiegend indisch ausgerichtete Methode benutzt den siderischen Tierkreis. Sie teilt den Messkreis wie beim tropischen Tierkreis ebenfalls in zwölf Abschnitte zu 30°, wobei das Ekliptiksternbild Widder den astronomischen Bezugspunkt darstellt, was den Anfang des 360°-Tierkreises bei 0° im Tierkreiszeichen Widder betrifft. Da sich die jährlich wiederkehrenden Positionen der Sternbilder aufgrund der Präzession langsam ändern (um ca. 1° in 72 Jahren), wandert der Punkt des Frühjahr-Äquinoktiums um den 21. März im tropischen Tierkreis, im Unterschied zum siderischen Tierkreis, scheinbar rückwärts entlang der antiken Sternbilder und befindet sich derzeit im überlappenden Übergang der Sternbilder Fische und Wassermann. Darüber hinaus werden in der Astrologie, welche mit dem siderischen Tierkreis arbeitet, teils Fixsterne und Fixstern-Gruppierungen mit beachtet. Man nennt solche astrologischen Systeme siderische Astrologie.

### Tropischer Tierkreis

Zusammenschau von siderischen Sternbildern und tropischem Tierkreis (schematisch) für das Jahr 2000

In der westlichen Astrologie wird hauptsächlich der tropische Tierkreis verwendet. Man spricht daher von tropischer Astrologie. Er besteht gleichfalls aus dem 360°-Messkreis mit den zwölf Tierkreiszeichen zu 30°-Abschnitten.
Unabhängig von den Sternbildern orientiert sich der tropische Tierkreis an vier bedeutenden Ekliptikpunkten: den Tagundnachtgleichen (Äquinoktien) und den Sonnenwenden (Solstitien). Daher auch sein Name, der sich ableitet vom griechischen τρόποι, trópoi, was „Wendungen, Wendepunkte“ bedeutet. Seine Einteilung der 12 Tierkreiszeichen à 30° beginnt dabei mit dem Frühlingspunkt. Der tropische Tierkreis ist also eine geometrische Abstraktion, die nicht mit den Sternbildern auf der Ekliptik korrespondiert. In der Spätantike, nach dem 5. Jahrhundert, setzte er sich schließlich gegen den siderischen Tierkreis durch. Astronomen hatten schon mehrere Jahrhunderte zuvor bemerkt, dass der damals noch am siderischen Tierkreis bzw. Ekliptiksternbild Widder und an den früher so bezeichneten 'Normalsternen' genormte astronomische Frühlingsbeginn immer später im Jahreslauf erreicht wurde, mithin aufgrund der Präzession in Richtung meteorologischer Sommer wanderte, wodurch sich auch die Ekliptiksternbilder im Verhältnis zu den Tierkreiszeichen verschoben hatten.

### Sternbilder

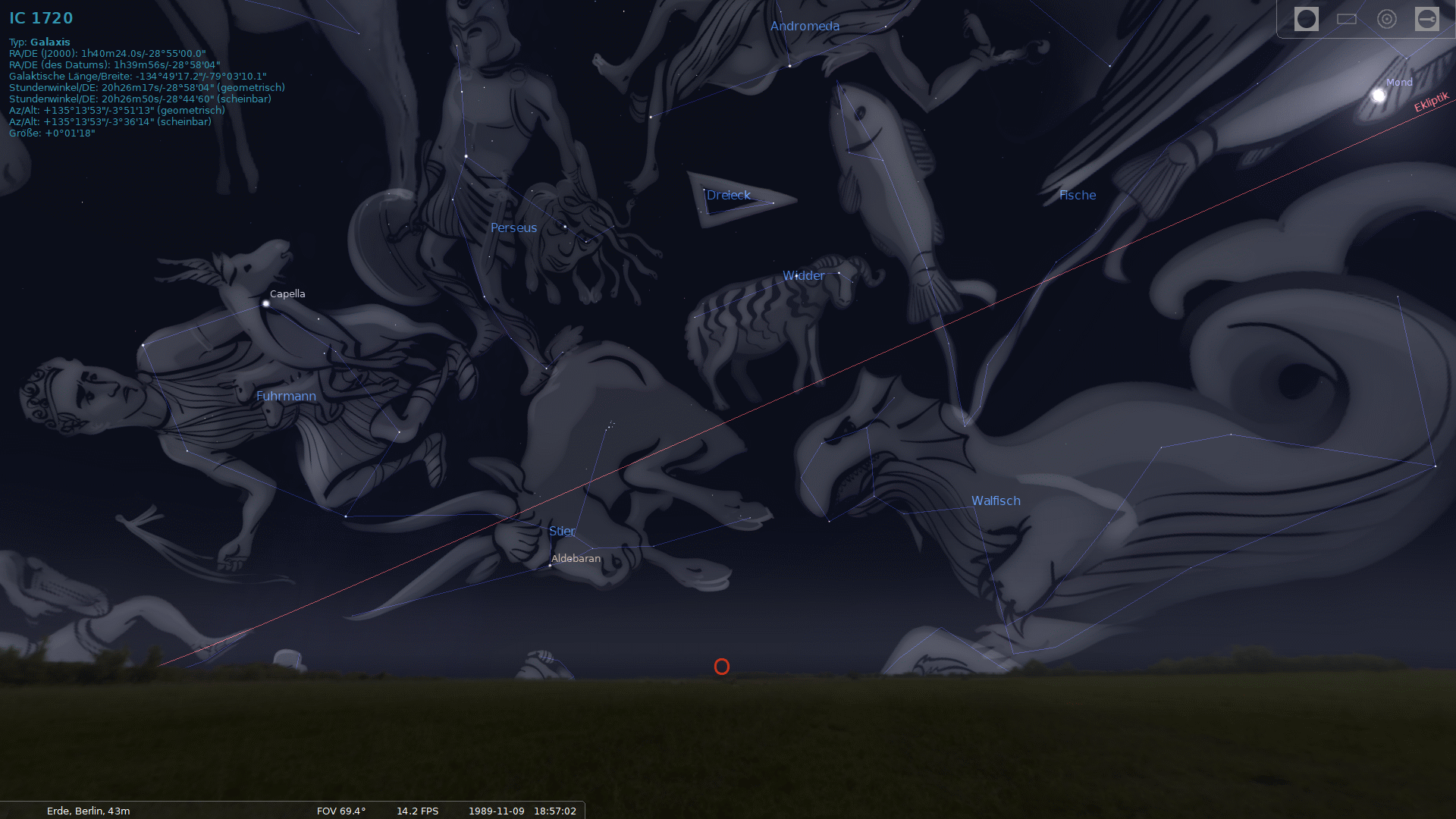
Ekliptik-Sternbilder, Blickrichtung Osten. Die Sternbilder an der Ekliptik (rötliche Linie quer) sind verschieden lang, teils überlappend, teils mit Abstand.

Gemeint sind hier die antik überlieferten Ekliptiksternbilder, die astrologisch berücksichtigt werden im Unterschied zu den Sternbildern und Sternbild-Größen, die die Internationale Astronomische Union (IAU) Ende der 1920er Jahre festgelegt hatte. Sie sind sehr unterschiedlich lang, überlappen sich manchmal, teils gibt es wiederum 'Lücken', so beispielsweise zwischen den Fixsternen der Sternbilder Stier und Zwillinge wie auch Krebs. Für das überlieferte Sternbild Widder gibt es seit der Antike entsprechend keinen eindeutig mit einem bestimmten Fixstern in Zusammenhang bringbaren 'Anfang', was 0° im Sternbild Widder angeht. Eine Horoskopberechnung oder sonstige konkrete, anspruchsvollere Astrologie ist damit nicht möglich. Die überlieferten Ekliptiksternbilder werden im sogenannten Faktischen Tierkreis verwendet, der eine Rolle bei anthroposophisch orientierten Autoren und Astrologen spielt.

## Herkunft des siderischen Tierkreises
Der siderische Tierkreis mit seinen zwölf 30°-Abschnitten und dem Beginn mit dem Tierkreiszeichen Widder könnte dadurch entstanden sein, dass er an den schematischen 'Ideal-Kalender' mit 12 Monaten zu 30 Tagen, mit dem das babylonische Jahr nahe dem Frühjahrs-Äquinoktium vielleicht ab dem 7. Jh. v. Chr. begann, und den parallelen Sternbildern angelehnt wurde. Der vollständige Tierkreis mit seinen – noch unterschiedlich langen – zwölf Ekliptiksternbildern wurde schließlich im 5. Jh. v. Chr. während des Achämenidenreichs im Gebiet Mesopotamiens entwickelt bzw. erstmals überliefert. Im 4. Jh. v. Chr. entwickelte sich, wohl schon in der seleukidischen Herrschaft nach der hellenistischen Eroberung des Gebietes, die exakte Aufteilung des Tierkreises in 12 „Zeichen“ zu 30° sowie die antik erstmals nachweisbare mathematische Astronomie, welche ermöglichte, die Planetenpositionen vorauszuberechnen auf Basis des Koordinatensystems der 30°-Abschnitte der einzelnen Tierkreiszeichen. Beide Entwicklungen ermöglichten dort eine weitere für die Astrologie und Geburtshoroskopie wichtige Neuerung: die Erstellung von sogenannten Keilschrift-'Horoskopen', zudem nun auch für gewöhnliche Menschen. Damit sind Keilschrift-Täfelchen gemeint, welche die Planetenstellungen im Tierkreis bei einer Geburt aufführen, gelegentlich mit kurzen Sprüchen zu den einzelnen Planeten bzw. den Planetenkonstellationen, den Omina. Wenige Male werden auch gradgenaue Stellungen der Planeten in den Tierkreiszeichen angegeben. Horoskope im heutigen Sinne gaben die Täfelchen u. a. deswegen nicht her, weil auf ihnen weder der Aszendent und entsprechend auch nicht die Horoskophäuser genannt werden.

## Forschungen zum siderischen Tierkreis
Bereits Ende des 19. Jahrhunderts hatte vor allem in Europa eine intensive wissenschaftliche Forschung zu den Ursprüngen der Astrologie eingesetzt.
- Enuma Anu Enlil

In der Bibliothek Assurbanipals in den Ruinen von Ninive aus der 2. Hälfte des 7. Jh. vor Chr. wurden Kopien jener bekannten Tontafelserie Enuma Anu Enlil gefunden, die vermutlich Ende des 2. Jt. v. Chr. entstanden war und auf mehr als 70 großen Tafeln die Himmelszeichen und ihre Deutung bzw. vielmehr dazugehörige Omen-Texte darstellte.
- Mul.apin

Hierbei handelt es sich um drei astronomische Tafeln, die der Astrophysiker Brad Schaefer durch statistische Analyse aller Beobachtungen auf 1370 ± 100 v. Chr. datieren konnte, also zur Zeit des Altassyrischen Reiches. MUL.APIN führt in Tafel II, Abschnitt 8, namentlich die 17 bzw. 18 Sternkonstellationen auf dem Weg des Mondes an, mit dabei auch die zwölf Namen der späteren Referenz-Sternbilder, die Jahrhunderte danach den Tierkreiszeichen den Namen gaben. Allerdings war damit natürlich noch nicht der geschlossene siderische Tierkreis auf der Ekliptik entstanden bzw. entwickelt worden.
- Geburtskonstellationen im siderischen Tierkreis

Ein Beispiel aus Babylon bzw. aus Achämenidenreich des Jahres 409 v. Chr. – der Text dieses Keilschrift-Täfelchen lautet:

„Monat Nissan, Nacht des 14.(?) ... Sohn von Shuma -usur, Sohn des shum aiddina, Nachkomme des Deke, wurde geboren. Zu dieser Zeit war der Mond unterhalb des „Horns“ des Skorpions, Jupiter in den Fischen, Venus im Stier, Saturn im Krebs. Mars im Zwilling, Merkur, der unterging, war nicht sichtbar...“

Moderne Nachberechnungen ergaben, dass die Planeten-Stellungen mit dem siderischen Tierkreis verknüpft waren.
- Hipparchos

Als eigentlicher Vater des tropischen Tierkreises ist Hipparchos von Nicäa zu nennen. Er hatte in seiner Schrift Metaptosis – Über die Verschiebung von tropischen und Äquinoktialpunkten bereits auf den tropischen Tierkreis und die Präzession hingewiesen. Hipparchos erstellte auf der Basis des tropischen Tierkreises seinen Fixsternkatalog. Der Fixsternkatalog des Liber Hermestis trismegisti basiert auf diesen Grundlagen.
- Ptolemäus

Beide Werke des Ptolemäus, Tetrabiblos und Almagest, wurden um 139 n. Chr. verfasst. Wir haben für dieses Jahr eine Abweichung von siderischem und tropischem Tierkreis von zirka 0,6° zum Fagan-Tierkreis, das Ayanamsa. Als Ptolemäus sein Werk schrieb, bestand also eine geringe Differenz zwischen den Anfangspunkten der beiden Tierkreise. Ptolemäus berücksichtigte im Tetrabiblos u. a. die Fixsterne der siderischen Sternbilder, die auf der Ekliptik, und damit in den tropischen Tierkreiszeichen, lagen, wie auch neben der Ekliptik liegende, jedoch nicht für die Geburtshoroskop-Deutung.
Zusammenfassend lässt sich sagen, dass der größte Teil der überlieferten Horoskope der römisch-griechischen Antike bis zum 5. Jh. n. Chr. mit dem siderischen Tierkreis errechnet worden waren. Im 5. Jh. fand dann bei den spätantiken Astrologen ein recht plötzlicher wie ausnahmsloser Übergang hin zum tropischen Tierkreis statt.

## Definitionen des siderischen Tierkreises
Hinsichtlich der Definition des siderischen Tierkreises finden sich verschiedene Ansätze bei verschiedenen siderischen Schulen. Hier seien die wesentlichen genannt:

### 30°-Tierkreis-Abschnitte

#### Cyril Fagans Tierkreis
Der westliche siderische Tierkreis wurde von Cyril Fagan und Donald Bradley in den späten 1940er Jahren begründet. Dabei flossen vom Forschungsansatz her sowohl archäologische wie auch statistische Methoden in die Forschung mit ein. Fagan war zuerst davon ausgegangen, er könne aus dem indischen System Spica als 30° Virgo als Fiduzialstern übernehmen.
Fagan orientierte den Tierkreis nun an vier Hauptsternen: Neben der vom indischen System her bekannten Spica kommen dabei vor allem drei weitere Sterne bzw. Sterngruppen in Betracht: Aldebaran, Antares und Regulus. Sie sind die Fiduzialsterne, an denen sich der Tierkreis orientiert.

„Die Babylonier und die Ägypter maßen (ihren Tierkreis) an den Plejaden in 5° Taurus, Aldebaran in 15° Taurus, Regulus in 5° Löwe und Spica in 29° Virgo. Solche Orientierungssterne sind unter dem Namen Fiduzialsterne bekannt („fiducials“)“

Im Jahre 1956 verfeinerte Bradley diese Angaben durch statistische Forschungen mit Mond-Eintritten in siderische Sternbilder. Dabei ergab sich eine nötige Verschiebung um 0° 06′. Spica kam so für 1950 auf 29° 06′ zu liegen. Der sogenannte Synetic Vernal Point, der siderische Frühlingspunkt, lag damit auf 5° 07′ 28″ Fische. Nach Cyril Fagan lag 0° siderischer Widder im Jahre 221 n. Chr. auf 0° tropischem Widder. Der siderische Fagan-Bradley-Tierkreis liegt für 1950 bei einem Ayanamsa von 24° 02′, somit ergibt sich eine Abweichung von 0° 53′ von dem indischen Tierkreis. Dieser westliche Fagan/Bradley-Tierkreis geht aus einer eigenen Forschung hervor; er ist begründet durch archäologische und statistische Befunde.

#### Jyotisch
Als Vertreter der ersten Gruppe ist vor allem der indische Tierkreis zu nennen. Indische Astrologie, Jyotisch, hat die Hauptelemente der Astrologie aus der babylonisch-ägyptischen Kultur übernommen und basiert auf dem siderischen Tierkreis. Spica, die Ähre, wurde als Orientierungspunkt auf 30° Virgo bzw. auf 0° Waage gelegt. Daneben bestehen in der heutigen indischen Astrologie noch verschiedene Schulen: Jede zeigt eine leichte Differenzierung bei der Festlegung des Ayanamsa. Die gebräuchlichsten zeigen für den 1. Januar 1950 folgende Ayanamsa-Daten:
1. Lahiri: 23° 9′ 34″
2. Krishnamurti: 23° 3′ 58″.

Die beiden großen indischen Lehrer vertreten ein Ayanamsa, das fast identisch ist. Erst neuere indische Astrologen weisen größere Abweichungen auf:
1. Raman: 21° 42′ 23″

#### Tierkreis mit den einzelnen Sternbild-Größen
Ein zweites System, der sogenannte Faktische Tierkreis arbeitet mit den real sehr unterschiedlichen Längen der einzelnen Sternbilder entlang der Ekliptik, beispielsweise Sternbild Jungfrau mit einer ungefähren ekliptikalen Länge von 44° oder Waage mit 23°. Die Definitionen der IAU knüpfen daran an. Auch der 'anthroposophische' Tierkreis folgt diesem Weg und geht phänomenologisch vor.

## Ekliptik-Sternbilder der IAU
Im Jahre 1928 legte die Internationale Astronomische Union (IAU) die Grenzen der siderischen Sternbilder genau fest.
Die astronomischen Daten des Durchgangs der Sonne durch die 13 siderischen Sternbilder auf der Ekliptik (ungefähre Werte, schwankend aufgrund der Länge eines siderischen Jahres):
- Schütze: 18. Dezember – 20. Januar
- Steinbock: 20. Januar – 16. Februar
- Wassermann: 16. Februar – 12. März
- Fische: 12. März – 19. April
- Widder: 19. April – 14. Mai
- Stier: 14. Mai – 21. Juni
- Zwillinge: 21. Juni – 21. Juli
- Krebs: 21. Juli – 10. August
- Löwe: 10. August – 16. September
- Jungfrau: 16. September – 31. Oktober
- Waage: 31. Oktober – 23. November
- Skorpion: 23. November – 30. November
- Schlangenträger: 30. November – 18. Dezember

Betrachtet man die Liste der Sternbilder der IAU, so findet man den ganzen Globus dargestellt. Für die meisten Schulen der siderischen Astrologie sind im Wesentlichen die zwölf klassischen siderischen Sternbilder entlang der Ekliptik von Bedeutung. Das Sternbild Schlangenträger wurde bei der antiken Kanonisierung der ekliptikalen Sternbilder wie auch heute ignoriert, vielleicht um die in vieler Hinsicht attraktivere Zwölf-Teilung zu ermöglichen.

## Weiterführende Literatur
- Cyril Fagan: Astrological origins. Llewellyn Publications, St. Paul, MN 1971.
- Denis Labouré: Initiation à l’astrologie sidérale. Guy Trédaniel, Pardès 1986.
- Bernd Zabka: Siderische Astrologie. Siderische Sternbilder, Solare Tierkreiszeichen. Verlagshaus Monsenstein und Vannerdat, 2002, ISBN 3-935363-78-8.
- Fred Gettings: The Secret Zodiac: The Hidden Art in Mediaeval Astrology. Penguin, 1990, ISBN 0-14-019215-8.